# Sigfox
Sigfox es un operador de red global y creador de la red 0G fundado en 2009 que implementa redes inalámbricas para conectar dispositivos de bajo consumo como pueden ser medidores eléctricos, centrales de alarmas o relojes inteligentes, que necesitan estar continuamente encendidos y enviando pequeñas cantidades de datos.
Sigfox cuenta con su sede en Labege, cerca de Toulouse, Francia, y tiene más de 429 empleados. La marca también cuenta con oficinas en Madrid, Múnich, Boston, Dallas, San Francisco, Dubái, Singapur, São Paulo y Tokio.

## Tecnología
Sigfox emplea la codificación de desplazamiento de fase binaria diferencial o PSK y la codificación de desplazamiento de frecuencia gaussiana que permite la comunicación usando una red de radio ISM (bandas de radio industriales, científicas y médicas) que usa 868MHz en Europa y 902MHz en los Estados Unidos. Utiliza una señal de gran alcance que atraviesa fácilmente objetos sólidos, llamada 'Banda Ultra Estrecha' y que requiere de muy poca energía, se denomina "Low Power Wide Area Network (LPWAN)". La red se basa en una red en estrella y requiere un operador móvil para gestionar el tráfico generado. La señal también puede ser usada fácilmente para cubrir grandes áreas y alcanzar objetos bajo tierra.
Sigfox ha creado vínculos con numerosas firmas de la industria LPWAN como Texas Instrument, Silicon Labs y ON Semiconductor. Las redes radio ISM soportan una comunicación bidireccional limitada. El estándar existente para las comunicaciones Sigfox soportan hasta 140 mensajes "uplinks" al día, de los cuales cada uno de ellos tienen un "payload" de 12 Octet en un ratio de más de 100 bytes por segundo.

## Cobertura
En enero de 2020, la red está presente en setenta países, proporcionando cobertura a más de mil millones de personas y 5,2 millones de kilómetros cuadrados.
| Continente    |  | País                   | Operador            |
| ------------- |  | ---------------------- | ------------------- |
| África        |  | Kenia                  | Liquid Telecom      |
| África        |  | Mauricio               | io connect          |
| África        |  | Mayotte                | io connect          |
| África        |  | Reunión                | io connect          |
| África        |  | Sudáfrica              | Sqwidnet            |
| África        |  | Túnez                  | IoT Tunisia         |
| Asia          |  | Hong Kong              | Thinxtra            |
| Asia          |  | Irán                   | Parsnet             |
| Asia          |  | Japón                  | Kyocera             |
| Asia          |  | Malasia                | Xperanti            |
| Asia          |  | Omán                   | Momkin              |
| Asia          |  | Singapur               | UnaBiz              |
| Asia          |  | Corea del Sur          | Amotech             |
| Asia          |  | Taiwán                 | UnaBiz              |
| Asia          |  | Emiratos Árabes Unidos | iWire               |
| Europa        |  | Austria                | Heliot IoT          |
| Europa        |  | Bélgica                | Engie M2M           |
| Europa        |  | Croacia                | IoT Net             |
| Europa        |  | República Checa        | SimpleCell Networks |
| Europa        |  | Dinamarca              | IoT Denmark A/S     |
| Europa        |  | Estonia                | Connected Baltics   |
| Europa        |  | Finlandia              | Connected Finland   |
| Europa        |  | Francia                | Sigfox              |
| Europa        |  | Alemania               | Sigfox              |
| Europa        |  | Hungría                | Omnicell IoTnet     |
| Europa        |  | Irlanda                | VT                  |
| Europa        |  | Italia                 | NetTrotter          |
| Europa        |  | Liechtenstein          | Heliot IoT          |
| Europa        |  | Luxemburgo             | RMS                 |
| Europa        |  | Malta                  | IoT Malta           |
| Europa        |  | Países Bajos           | AEREA               |
| Europa        |  | Noruega                | IoT Norway          |
| Europa        |  | Portugal               | Narrownet           |
| Europa        |  | Rumania                | Simple IoT          |
| Europa        |  | Eslovaquia             | SimpleCell Networks |
| Europa        |  | España                 | Sigfox              |
| Europa        |  | Suecia                 | IoT Sweden          |
| Europa        |  | Suiza                  | Heliot IoT          |
| Europa        |  | Reino Unido            | WND Group           |
| Centroamérica |  | Costa Rica             | WND Group           |
| Centroamérica |  | El Salvador            | WND Group           |
| Centroamérica |  | Guadalupe              | IDEO Caraïbes       |
| Centroamérica |  | Martinica              | IDEO Caraïbes       |
| Norteamérica  |  | México                 | WND Group           |
| Centroamérica |  | Panama                 | WND Group           |
| Norteamérica  |  | Estados Unidos         | Sigfox              |
| Oceanía       |  | Australia              | Thinxtra            |
| Oceanía       |  | Polinesia Francesa     | VITI                |
| Oceanía       |  | Nueva Caledonia        | iSMAC-NC            |
| Oceanía       |  | Nueva Zelanda          | Thinxtra            |
| Sudamérica    |  | Argentina              | WND Group           |
| Sudamérica    |  | Brasil                 | WND Group           |
| Sudamérica    |  | Chile                  | WND Group           |
| Sudamérica    |  | Colombia               | WND Group           |
| Sudamérica    |  | Ecuador                | WND Group           |
| Sudamérica    |  | Guayana Francesa       | IDEO Caraïbes       |
| Sudamérica    |  | Paraguay               | TEISA               |